# Varadero (náutica)

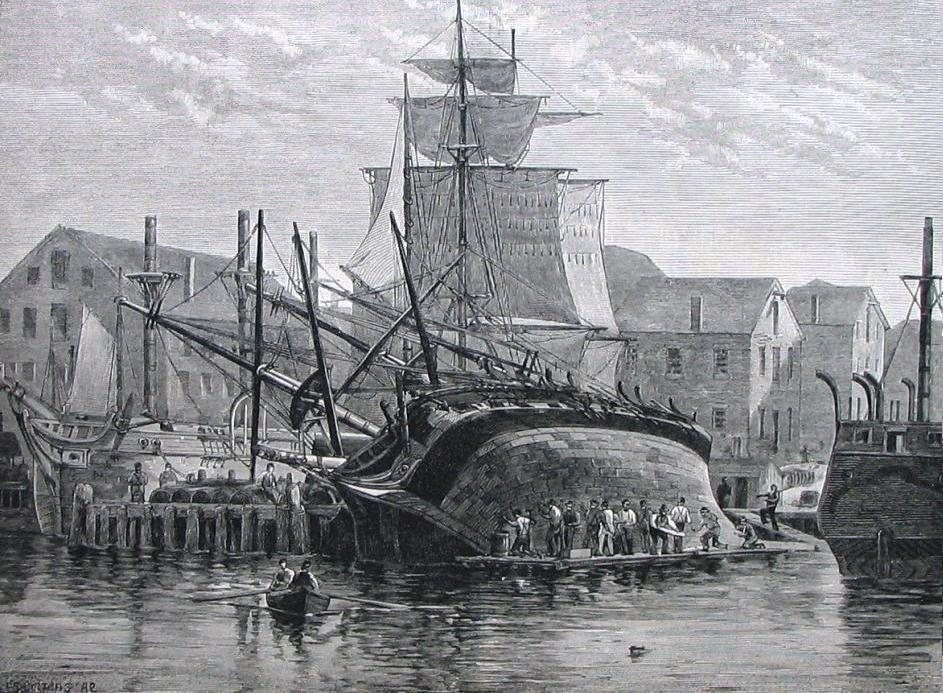
Un barco ballenero en reparaciones en un varadero. Se observa la carena recubierta con planchas metálicas.

Se llama varadero al sitio, bien natural o artificial, destinado a varar embarcaciones menores y limpiarlas o carenarlas. 
En este sentido tiene relación con surtida, carenero, encalladero, despalmador, etc. También lo hay artificial para buques de mucho porte, los cuales suben a él sujetos en una basada, que, hasta quedar completamente en seco, es arrastrada por la fuerza de tracción de una poderosa máquina de vapor dispuesta en lo alto del varadero. También se llama así el sitio destinado a desembarcar en una playa o costa, varando con el bote pero sin riesgo de avería. 

## Tipos
- Varadero de arboladura: generalmente, se entiende por este nombre el sitio en que después de construida la arboladura o mientras no está arbolada en sus respectivos bajeles, se vara a la orilla del agua, pero algunos lo hacen equivalente a grada de arboladura.
- Varadero de la uña del ancla: forro de tabla en la parte exterior del buque por donde la uña del ancla pueda tocar al costado cuando se iza o arría para dejarla sobre el capón. También se llama concha.